# Forest City London
Forest City London is een Canadese voetbalclub uit London, Ontario. De club werd opgericht in 2008 en koos ervoor zoals wel meerdere Canadese clubs om in de Amerikaanse competitie te spelen. London speelt in de USL Premier Development League, de Amerikaanse vierde klasse.

## Seizoen per seizoen
| Jaar | Divisie | League  | Regulier Seizoen | Playoffs                | Open Cup |
| ---- | ------- | ------- | ---------------- | ----------------------- | -------- |
| 2009 | 4       | USL PDL | 3de, Great Lakes | Divisional halve finale | N/A      |